# 圣母主教座堂 (奥格斯堡)

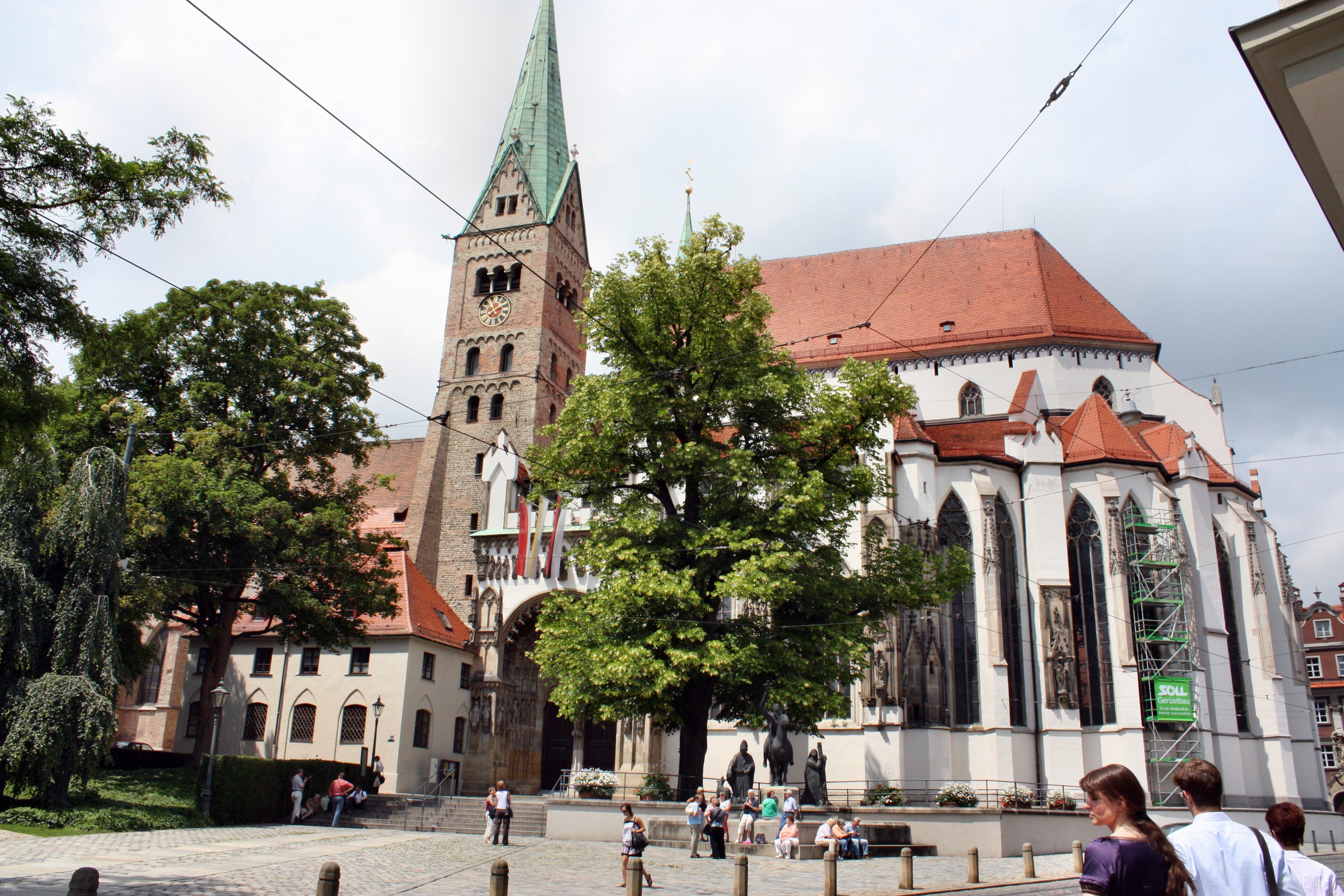
圣母主教座堂

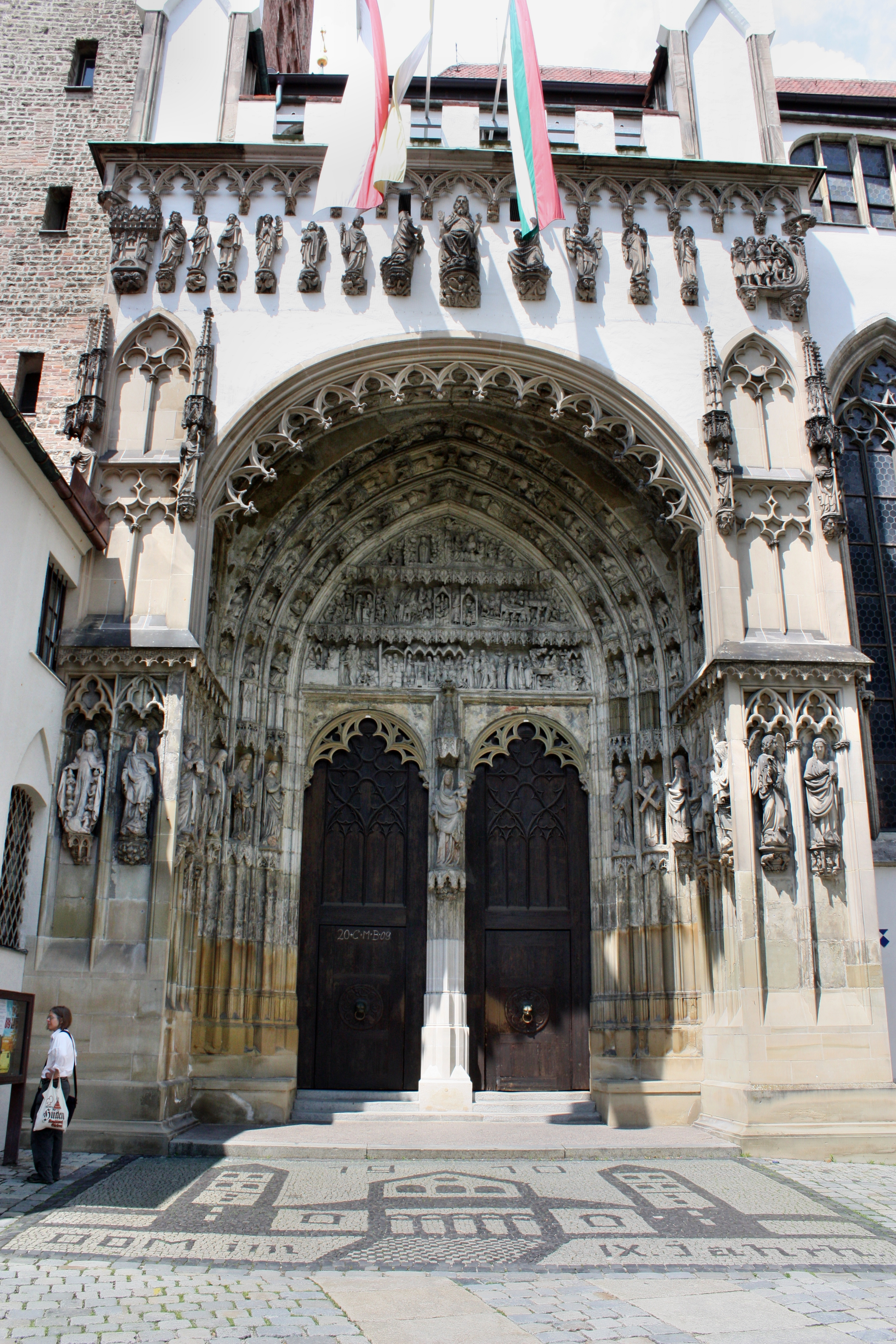
大门

圣母主教座堂（Hohe Domkirche Unserer Lieben Frau zu Augsburg）是天主教奥格斯堡教区的主教座堂和和耶稣圣心堂区的本堂区圣堂。
除了圣乌尔里希圣阿夫拉圣殿（Basilika St. Ulrich und Afra）之外，它是奥格斯堡最重要的教堂，也是该市游客最多的旅游景点之一。
圣母主教座堂起源于8世纪，113米长，40米宽，中央走道高17.5米，塔高62米。
中央走道南侧墙壁上的五个玻璃花窗，描绘了先知约拿，但以理，何西阿，大卫和摩西。这是欧洲历史最悠久的。

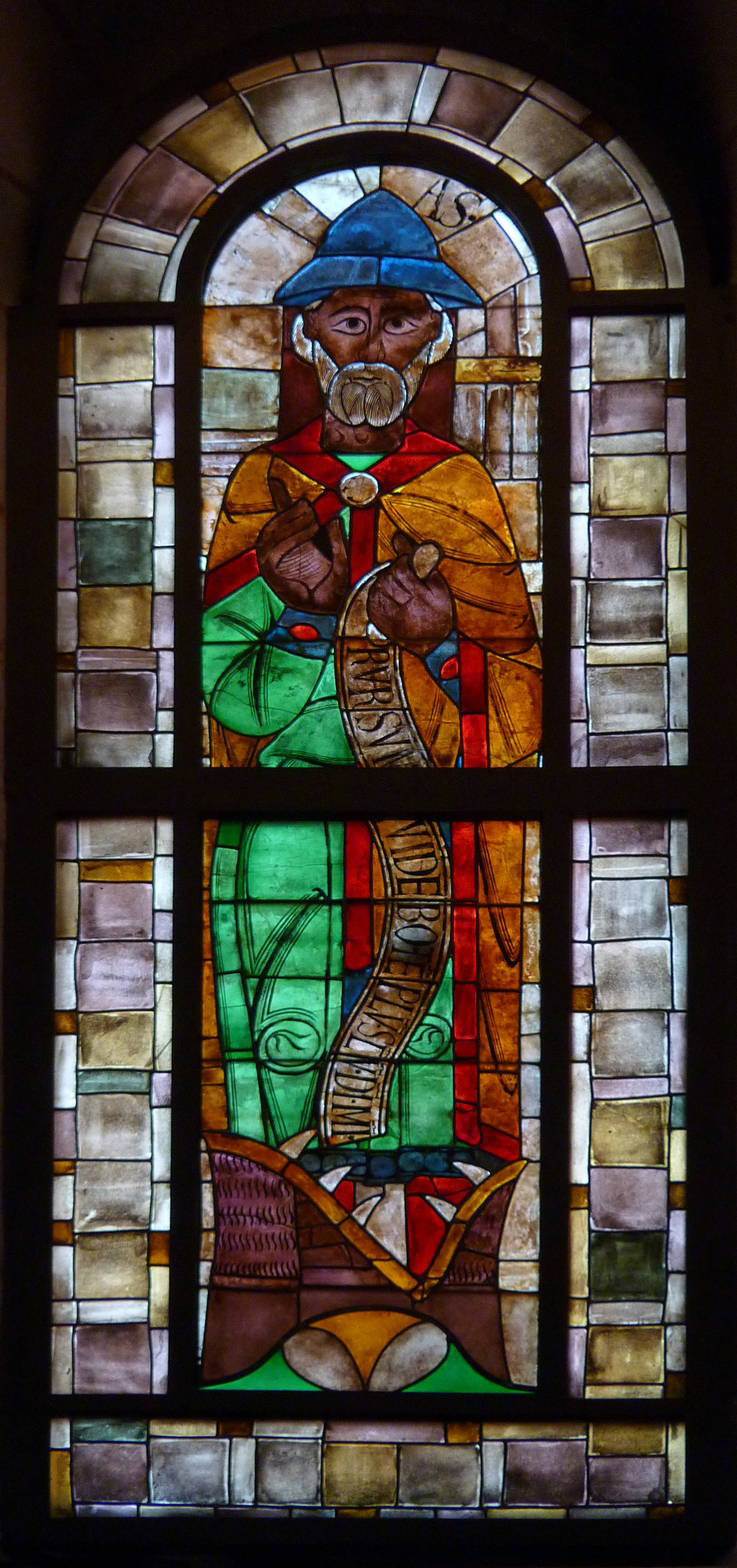
约拿
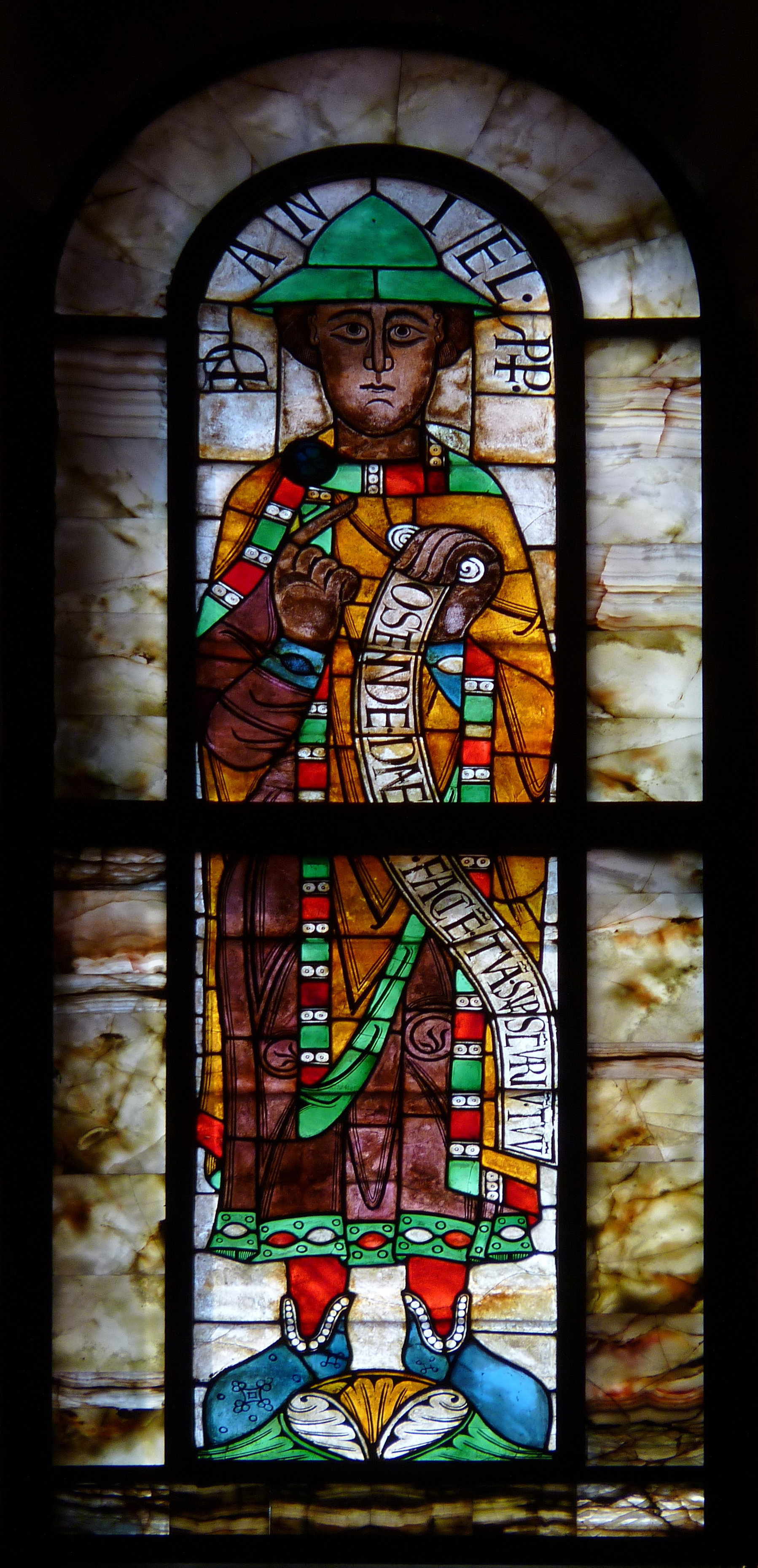
但以理
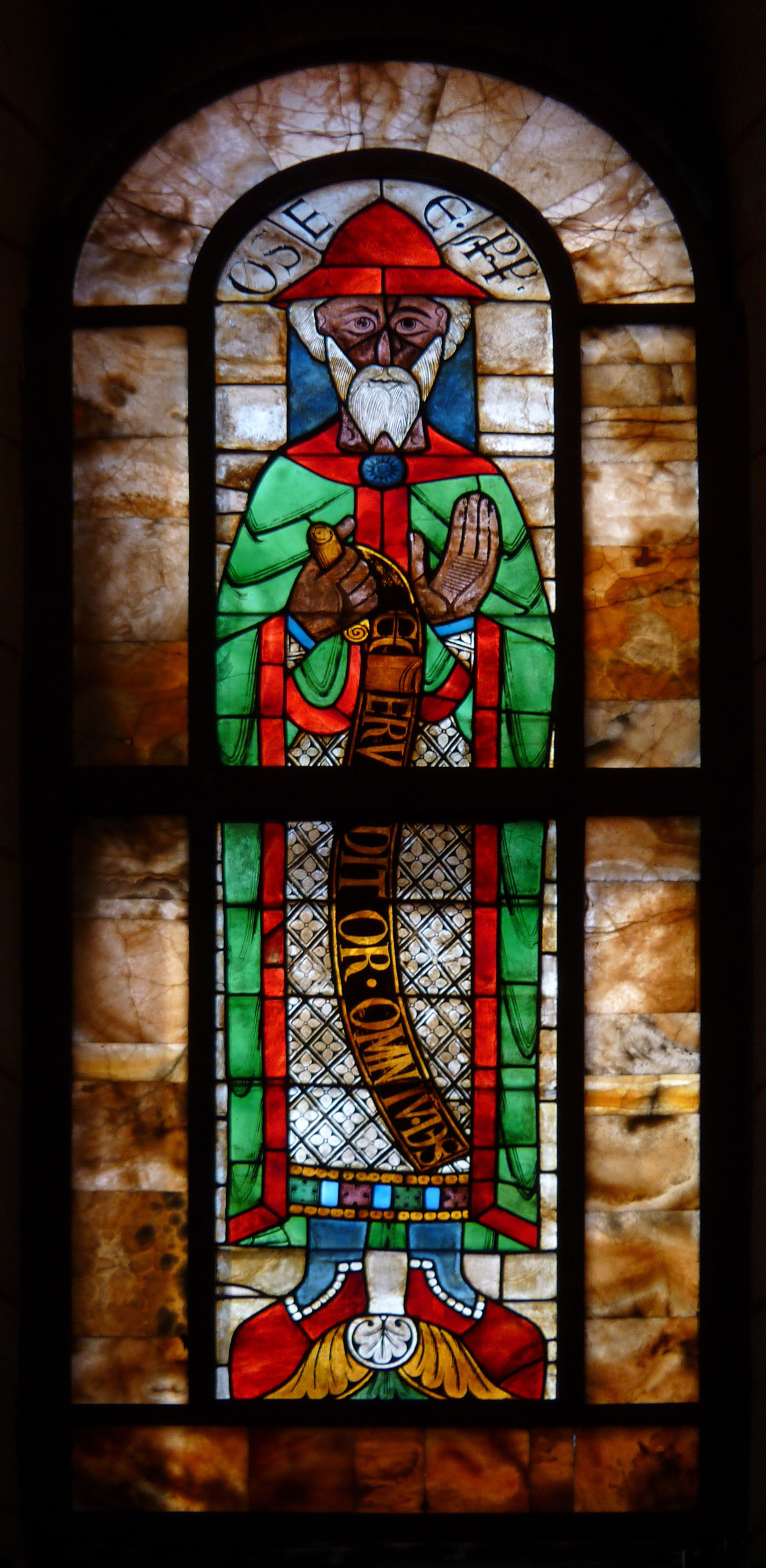
何西阿
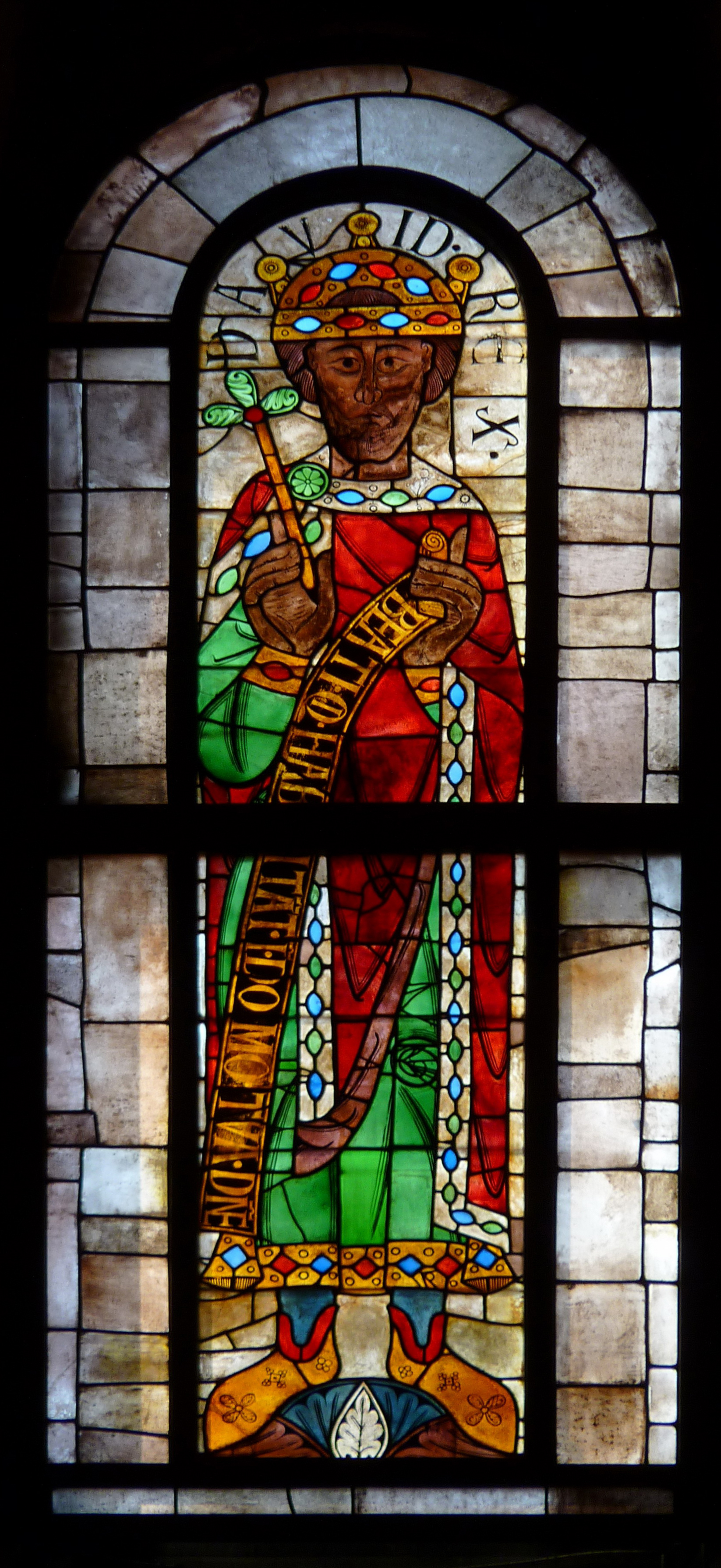
大卫
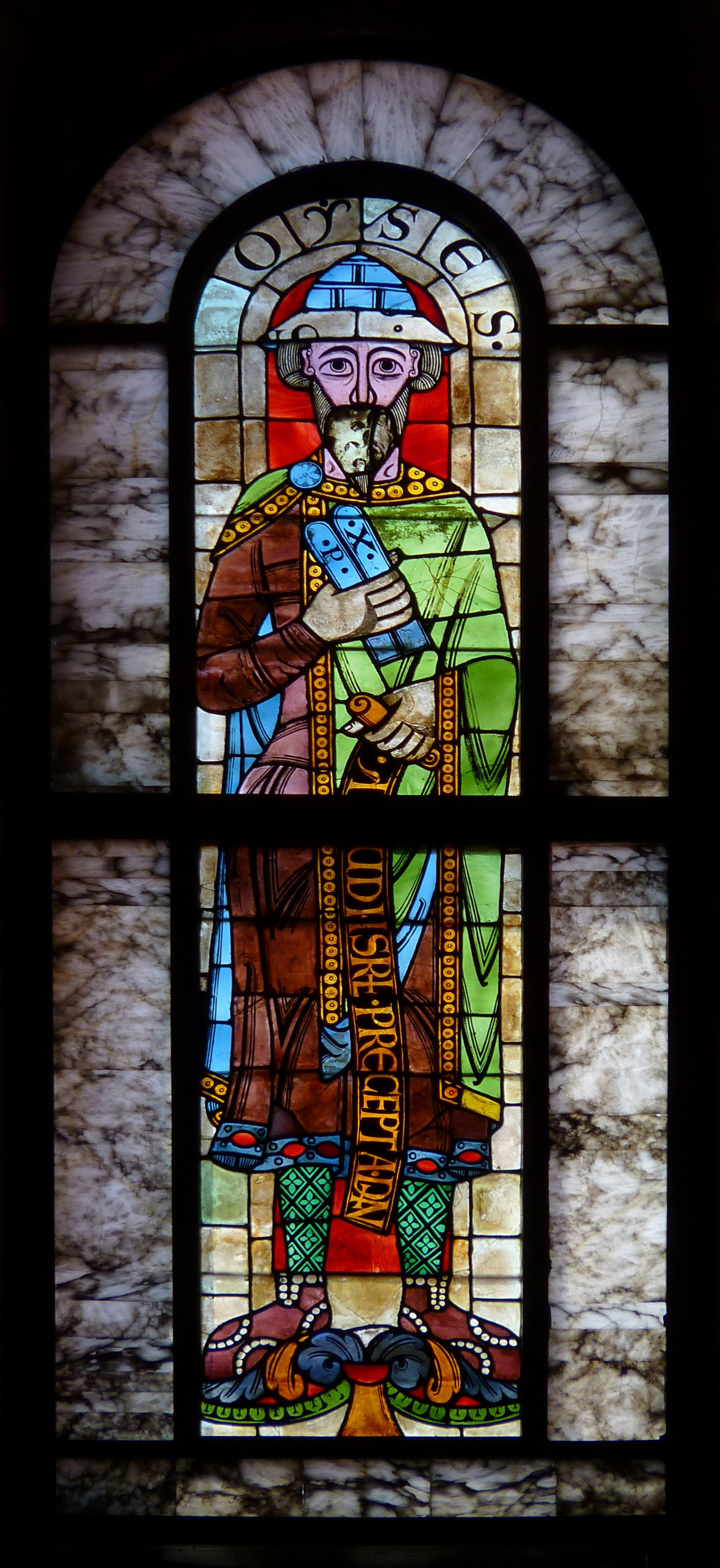
摩西